# Миссия милосердия
«Ми́ссия милосе́рдия» (англ. «Errand of Mercy») — двадцать шестой эпизод первого сезона американского научно-фантастического телесериала «Звёздный путь», впервые вышедший на телеканале NBC 23 марта 1967 года. В этом эпизоде впервые появляются клингоны.

## Сюжет
В звёздную дату 3198.4 звездолёт Федерации Энтерпрайз под командованием Джеймса Тиберия Кирка направляется к планете Органия, находящейся на границе с Клингонской империей. Напряжение между Федерацией и Клингонской империей достигло апогея, и командование Звёздного флота приказывает Кирку удерживать планету под контролем до прибытия военных звездолётов Федерации. Без предупреждения на «Энтерпрайз» нападает неизвестное судно, звездолёт Федерации отвечает залпом и разрушает вражеский корабль.
Кирк и Спок телепортируются на планету, где застают эпоху, сравнимую с эпохой Средневековья на Земле. Сулу дан приказ отойти с кораблём на безопасное расстояние в случае прибытия клингонского флота. Вскоре прибывают космические корабли клингонов, и «Энтерпрайз» снимается с орбиты, оставив на планете капитана и первого помощника. В это время Кирк пытается убедить руководство органианцев, что они находятся в опасности, так как клингоны это военная диктатура с очень жестоким оккупационным режимом. Органианцы же уверяют капитана, что опасность грозит только ему со Споком и их людям на корабле.
Клингоны массово телепортируются на планету, вводя военную диктатуру. Органианцы переодевают гостей: Кирк становится органианским бароном, а Спок — вулканским торговцем. Военный командир Кор начинает подозревать Спока и отправляет его на установку «Сито разума», после которой человек обычно теряет способность рассуждать и становится инвалидом. Однако у вулканцев есть врождённая способность ограждать себя от подобного воздействия и это спасает Спока, так же его не удаётся рассекретить. После отказа органианцев участвовать в сопротивлении, Кирк и Спок совершают диверсию, после чего их ловят. Кирка приводят в кабинет Кора, где тот просит рассказать о дислокации флота Федерации, в случае отказа капитану обещают «промыть» мозги, сделав его «овощем».
Внезапно в камеру заключения входит органианец и забирает с собой капитана и его первого помощника. Клингоны ошеломлены внезапным исчезновением заключённых. Кирк и Спок пробираются в кабинет Кора, начинают угрожать ему, а в космосе флоты обоих объединений готовы атаковать друг друга. У всех готовых проявить агрессию обжигаются руки и они бросают оружие или пульты управления. Появляется органианец и рассказывает людям и клингонам правду. На самом деле органиане уже многие миллионы лет не гуманоиды, они превратились в сгустки энергии, а теперешний облик приняли лишь для удобства прибывших гостей. Он сообщает, что в данный момент одновременно находится на главной планете Клингонской империи и на главной планете Федерации. Война окончена, так и не начавшись. Кор сожалеет о том, что им не удалось повоевать, Кирк же испытывает стыд от того, что разозлился на органиан, не позволивших ему ввязаться в войну, которой он не хотел.

## Создание
Название эпизода взято из романа «Жизнь и приключения Николаса Никльби» Чарльза Диккенса. В сценарии клингоны были описаны просто как «восточные люди с суровыми лицами». Джон Коликос (Кор) сказал, что ориентировался на образ Чингисхана.

## Отзывы
Зак Хэндлен из The A.V. Club дал эпизоду оценку «B+», назвав его весёлым, но также указал на большое количество логических нестыковок в повествовании.

## Интересные факты
- Джон Коликос сыграл Кора ещё несколько раз двадцать семь лет спустя. Он сыграл в трёх эпизодах сериала «Звёздный путь: Глубокий космос 9»: «Кровная клятва», «Меч Кейлесса» и «Еще раз о нарушениях».
- Перевязь, которую носил Кор, была повторно использована для Ворфа во время первого сезона сериала «Звёздный путь: Следующее поколение»[7].